# 赫雷夏蒂克 (羅姆內區)
赫雷夏蒂克（羅馬化：Khreshchatyk）是位於烏克蘭北部蘇梅州羅姆內區赫梅利夫市鎮的村莊。該村處於羅門河左岸，分別距離費多托韋約1.5公里和韋德梅熱約3公里，海拔高度168米，2001年人口230。